# Dylan Thomas
Dylan Marlais Thomas (Swansea, 27. listopada 1914. – New York, 9. studenog 1953.), velški pjesnik.
Živeći neurednim, boemskim životom, umro je u 39. godini u hotelu Chelsea, tijekom turneje u New Yorku. Ostvarivši izvornu i impresivnu verziju nadrealizma, s doživljajima djetinjstva u središtu, svojom lirikom zauzeo je jedno od prvih mjesta u modernoj engleskoj poeziji.

## Djela
- Portret umjetnika kao mladog psa
- Doktor i đavoli
- Pod Milk Woodom